# Podljubelj
Podljubelj este o localitate din comuna Tržič, Slovenia, cu o populație de 703 locuitori.